# Royal Racing Club Vottem
Dernière mise à jour : 3 août 2017.
Le Royal Racing Club Vottem (ou R. RC Vottem) est un club de football belge localisé dans la commune de Vottem, à proximité de Liège. Fondé en 1921, ce club est porteur du matricule 279. Ses couleurs sont le bleu et le blanc. Il a évolué durant 14 saisons en séries nationales. Lors de la saison 2017-2018, il évolue en quatrième provinciale. Il disparaît en 2019

## Repères historiques
- 1921 : Fondation du RACING CLUB de VOTTEM, par quatre jeunes gens de la localité.
- 1923 : 14/03/1923, RACING CLUB de VOTTEM s'affilia à l'URBSFA.
- 1925 : RACING CLUB de VOTTEM accéda pour la première fois aux séries nationales.
- 1926 : RACING CLUB de VOTTEM se vit attribuer le matricule 279.
- 1934 : RACING CLUB de VOTTEM manqua la montée en Division 1 (à l'époque D2) pour 2 points derrière le champion. Un échec d'autant plus dur à avaler que le promu était l'AS Herstalienne de la commune voisine !
- 1951 : 23/04/1951, RACING CLUB de VOTTEM fut reconnu Société Royale et prit le nom de ROYAL RACING CLUB de VOTTEM.
- 1954 : ROYAL RACING CLUB de VOTTEM fut relégué en séries provinciales. Il n'apparut plus (à ce jour) en « nationale ».
- 1971 : ROYAL RACING CLUB de VOTTEM fête ses 50 ans.[1]

Note: Le portail Internet du club renseigne l'année 1972 comme celle de l'attribution du titre de Société Royale. Cette assertion se réfère à une idée préconçue que le minimum de 50 ans d'existence est requis pour obtenir ce titre. Or, le ROYAL RACING CLUB de VOTTEM fut fondé en 1921 donc, il atteignit l'âge de 25 ans avant 1958. Comme nombre de clubs, la demande du matricule 279, qui dut être introduite peu après 1946, aboutit en 1951. À cette période post-Seconde Guerre mondiale et de Question royale, la « Maison Royale » avait bien d'autres « soucis » à traiter.

## Ancien logo

ancien logo du R. RC Vottem

## Joueurs connus
- Gilbert Marnette

## Résultats dans les divisions nationales

### Bilan
| Niv | Divisions     | Jouées | Titres | TM Up | TM Down |
| --- | ------------- | ------ | ------ | ----- | ------- |
| I   | 1re nationale | 0      | 0      |       |         |
| II  | 2e nationale  | 1      | 0      |       |         |
| III | 3e nationale  | 11     | 0      |       |         |
| IV  | 4e nationale  | 2      | 0      |       |         |
| V   | 5e nationale  | 0      | 0      |       |         |
|     |               |        |        |       |         |
|     | TOTAUX        | 14     | 0      | 0     | 0       |

- TM Up : test-match pour départager des égalités, ou toutes formes de Barrages ou de Tour final pour une montée éventuelle.
- TM Down : test-match pour départager des égalités, ou toutes formes de Barrages ou de Tour final pour le maintien.

### Classements saison par saison
| Ordre               | Saison  | Nom du club  | Niveau                 | Classement | Remarques |
| ------------------- | ------- | ------------ | ---------------------- | ---------- | --------- |
| 1                   | 1925-26 | RC Vottem    | Promotion (D2) série A | 12e/14     | Relégué!  |
| 2                   | 1926-27 | RC Vottem    | Promotion (D3) série B | 12e/14     | Relégué!  |
| séries régionales   |         |              |                        |            |           |
| 3                   | 1931-32 | RC Vottem    | Promotion (D3) série D | 8e/14      |           |
| 4                   | 1932-33 | RC Vottem    | Promotion (D3) série D | 10e/14     |           |
| 5                   | 1933-34 | RC Vottem    | Promotion (D3) série D | 2e/14      |           |
| 6                   | 1934-35 | RC Vottem    | Promotion (D3) série D | 7e/14      |           |
| 7                   | 1935-36 | RC Vottem    | Promotion (D3) série A | 12e/14     | Relégué!  |
| séries régionales   |         |              |                        |            |           |
| 8                   | 1937-38 | RC Vottem    | Promotion (D3) série C | 9e/14      |           |
| 9                   | 1938-39 | RC Vottem    | Promotion (D3) série A | 13e/14     | Relégué!  |
| séries régionales   |         |              |                        |            |           |
| 10                  | 1946-47 | RC Vottem    | Promotion (D3) série C | 15e/17     | Relégué!  |
| séries provinciales |         |              |                        |            |           |
| 11                  | 1950-51 | RC Vottem    | Promotion (D3) série C | 7e/16      |           |
| 12                  | 1951-52 | R. RC Vottem | Promotion (D3) série C | 13e/16     | Relégué!  |
| 13                  | 1952-53 | R. RC Vottem | Promotion série C      | 9e/16      |           |
| 14                  | 1953-54 | R. RC Vottem | Promotion série A      | 13e/16     | Relégué ! |
| séries provinciales |         |              |                        |            |           |